# Stanisław Derda
Stanisław Derda (ur. 1 września 1944 w Kiwercach na Wołyniu) – polski polityk, poseł na Sejm PRL IX kadencji.

## Życiorys
W 1967 ukończył Wyższą Szkołę Rolniczą we Wrocławiu. Był pracownikiem Centrali Nasiennej w Brzegu, Powiatowego Inspektoratu Wodnych Melioracji w Prudniku, Powiatowego Związku Kółek Rolniczych w Prudniku, prezydium Powiatowej Rady Narodowej w Głubczycach, czy też kombinatu PGR Głubczyce. Od 1977 przez ponad 30 lat pełnił funkcję prezesa Rolniczej Spółdzielni Produkcyjnej Rostkowice. W latach 1981–1983 zasiadał w prezydium Wojewódzkiego Komitetu Zjednoczonego Stronnictwa Ludowego w Opolu. Od 1985 do 1989 pełnił mandat posła na Sejm PRL IX kadencji w okręgu Kędzierzyn-Koźle, zasiadając w Komisji Administracji, Spraw Wewnętrznych i Wymiaru Sprawiedliwości, Komisji Spraw Samorządowych, Komisji Rolnictwa, Leśnictwa i Gospodarki Żywnościowej oraz w Komisji Nadzwyczajnej do rozpatrzenia projektu ustawy o mieniu komunalnym. Później działacz Polskiego Stronnictwa Ludowego, w 2002 i 2014 z jego listy bez powodzenia kandydował do sejmiku województwa opolskiego.
Otrzymał Odznakę Honorową „Zasłużonemu Opolszczyźnie”.